# Мани Хусаини
Мани Хусаини (арап. مانی حسینی; рођен 25. октобра 1987) је курдско–норвешки политичар, бивши лидер Радничке омладинске лиге од 2014. до 2018. и посланик у парламенту Акерсхуса од 2021. године.

## Младост
Рођен је 25. октобра 1987. у курдској породици у Сирији. Дошао је у Норвешку са дванаест година када су његови родитељи затражили азил. Његов отац, инжењер пољопривреде, био је активан у Курдистанској демократској партији Сирије. 
Породица је прво тражила азил у Шведској, која је због Даблинске уредбе планирала да их врати у Грчку, где су првобитно стигли. Породица је потом побегла у Норвешку 1999. године, где им је 2001. одобрено право боравка, настанили су се у Јесхајму.
Студирао је иновације и технологију на Универзитету у Ослу.

## Каријера
Постао је члан АУФ-а 2006, а касније и вођа огранка Акерсхус. На локалним изборима 2011. године је изабран у општинско веће Уленсакер и окружно веће Акерсхуса за Лабуристичку партију. Изабран је за заменика посланика у Парламенту Норвешке из Акерсхуса 2013―2017. и 2017―2021. Изабран је за редовног посланика из исте изборне јединице на изборима 2021. године.
Септембра 2014. изборни одбор АУФ-а га је номиновао за новог лидера после Ескила Педерсена. Номинација је изазвала непријатне коментаре на разним интернет сајтовима због његовог етничког порекла, а особа која је предложила да изборни одбор буде погубљен пријављена је полицији. Једногласно је изабран за новог лидера 19. октобра на конгресу лиге у Ослу. Навео је животну средину и економску једнакост као два главна политичка питања.
Није се кандидовао за реизбор 2018. године, а наследила га је његова заменица Ина Либак.